# 315-й механізований полк (Україна)
315-й гвардійський механізований Червонопрапорний ордена Богдана Хмельницького полк (315 гв. МСП, в/ч А1034) — колишнє військове формування Сухопутних військ Радянської армії та Збройних сил України, яке розташовувалося в Береговому. Розформований у 2003 р. Входив до складу 128-ї гвардійської мотострілецької дивізії.

## Командири
- полковник Александров Олександр Сергійович
- підполковник/полковник Ігнатьєв Михайло Степанович[2]